# Robert Fabre
Ne pas confondre avec le toxicologue René Fabre (cy).
Pour les articles homonymes, voir Fabre.
Robert Fabre, né le 21 décembre 1915 à Villefranche-de-Rouergue (Aveyron) et mort le 23 décembre 2006 dans la même ville, est un pharmacien et homme politique français. Il est le premier président du Mouvement des radicaux de gauche (MRG), médiateur de la République et membre du Conseil constitutionnel.

## Biographie

Logo du MRG fondé par Robert Fabre

Diplômé de la faculté de médecine et pharmacie de Toulouse, il a exercé la profession de pharmacien. Il est père de quatre filles.
Initialement membre du Parti radical, il est maire de sa ville natale, Villefranche-de-Rouergue (Aveyron), pendant trois décennies à partir de 1953. Lors des élections législatives de 1962, il est élu pour la première fois député de la deuxième circonscription de l'Aveyron. Il siège à l'Assemblée nationale jusqu'en 1980.
Le 12 juillet 1972 Fabre signe « pour les radicaux de gauche » (le Mouvement de la gauche radicale-socialiste n'était pas encore fondé) le programme commun d'Union de la gauche avec François Mitterrand et Georges Marchais, ce qui lui vaut le surnom de troisième homme. L'aile majoritaire du Parti radical (désormais dit « valoisien »), dirigée par Jean-Jacques Servan-Schreiber, se rallie par contre au Mouvement réformateur, alliance de centre-droit, entraînant la scission du parti. Robert Fabre devient le premier président du Mouvement des radicaux de gauche (MRG), allié du Parti socialiste, qu'il dirige jusqu'à son remplacement par Michel Crépeau en 1978.
En 1978, il accepte une mission sur l'emploi que lui a confiée le Président de la République Valéry Giscard d'Estaing. En conséquence, il est exclu du MRG. Il crée alors l'éphémère Fédération de la démocratie radicale. Lors de son départ de l'Assemblée nationale, le gouvernement Raymond Barre nomme Fabre Médiateur de la République le 19 septembre 1980. En février 1986, soit sept mois avant l'expiration de son mandat de Médiateur, il est nommé membre du Conseil constitutionnel par le président de l'Assemblée nationale Louis Mermaz. Il siège neuf ans au Conseil constitutionnel.
Il meurt le 23 décembre 2006, deux jours après son 91e anniversaire, à Villefranche-de-Rouergue, sa ville natale où il est inhumé. Son décès survient quelques semaines seulement après celui de Jean-Jacques Servan-Schreiber, l'autre grand protagoniste de la scission radicale de 1973.
Son épouse Christiane est décédée en 2017, à l'âge de 96 ans.

## Mandats
- maire de Villefranche-de-Rouergue de 1953 à 1983
- conseiller général de l'Aveyron de 1955 à 1979
- député de l'Aveyron de 1962 à 1980
- vice-président du conseil régional Midi-Pyrénées

## Distinctions
- Chevalier de la Légion d'honneur
- Chevalier de l'ordre des Palmes académiques
- Médaille de la jeunesse, des sports et de l'engagement associatif, bronze
- Médaille d'honneur de la santé et des affaires sociales, bronze
- Officier de l'ordre national du Sénégal